# Villy-le-Bois
Villy-le-Bois ist eine französische Gemeinde mit 58 Einwohnern (Stand 1. Januar 2022) im Département Aube in der Region Grand Est (vor 2016 Champagne-Ardenne). Sie gehört zum Arrondissement Troyes und zum Kanton Les Riceys. Die Einwohner nennen sich Villeboisiens/Villeboisiennes. 

## Geografie
Die Gemeinde liegt etwa 15 Kilometer südlich von Troyes im Süden des Départements Aube. Das Flüsschen Mogne verläuft an der nordwestlichen Gemeindegrenze. Nachbargemeinden sind Villemereuil im Norden, Les Bordes-Aumont im Nordosten, La Vendue-Mignot im Osten, Maupas im Süden, Longeville-sur-Mogne im Südwesten, Saint-Jean-de-Bonneval und Assenay im Westen sowie Villy-le-Maréchal im Nordwesten.

## Geschichte
Der Ort wurde im 18. Jahrhundert als Villi aux Bois erstmals in einem Dokument erwähnt. Villy-le-Bois war Teil der Vogtei (Bailliage) Troyes. Bis zur Französischen Revolution lag die Gemeinde in der Provinz Champagne. Von 1793 bis 1801 war Villy-le-Bois dem Distrikt Ervy und dem Kanton Saint Jean de Bonneval zugeteilt. Von 1801 bis 2015 lag die Gemeinde im Kanton Bouilly und ist seither Teil des Kantons Les Riceys. Seit 1801 gehört Villy-le-Bois zum Arrondissement Troyes.

## Bevölkerungsentwicklung
| Jahr                       | 1962 | 1968 | 1975 | 1982 | 1990 | 1999 | 2007 | 2019 |
| Einwohner                  | 41   | 47   | 24   | 37   | 36   | 56   | 60   | 56   |
| Quellen: Cassini und INSEE |      |      |      |      |      |      |      |      |

## Verkehr
Villy-le-Bois liegt unweit von bedeutenden überregionalen Verkehrswegen. Zug- und Busverbindungen gibt es in der Gemeinde keine. In Troyes gibt es gute Verkehrsverbindungen auf der Schiene und per Bus. Wenige Kilometer nördlich führt die E54 vorbei. Der nächstgelegene Anschluss ist in Saint-Thibault. Für den regionalen Verkehr sind die D108 und D109 wichtig, die mitten durch das Dorf führen.

## Sehenswürdigkeiten
- Wegkreuz bei der Mairie an der Rue Saint-Antoine
- Wegkreuz nahe der D109 südlich von Le Petit Bochet